# サン・クレメンテ (イタリア)
サン・クレメンテ（伊: San Clemente）は、イタリア共和国エミリア＝ロマーニャ州リミニ県にある、人口約5,700人の基礎自治体（コムーネ）。

## 地理

### 位置・広がり
リミニ県南東部のコムーネ。サンマリノ市から東へ14km、県都リミニから南南東へ16km、ペーザロから西へ23kmの距離にある。

#### 隣接コムーネ
隣接するコムーネは以下の通り。
- コリアーノ、
- ジェンマーノ
- ミザーノ・アドリアーティコ
- モンテスクード＝モンテ・コロンボ
- モンテフィオーレ・コンカ
- モルチャーノ・ディ・ロマーニャ
- サン・ジョヴァンニ・イン・マリニャーノ

### 気候分類・地震分類
サン・クレメンテにおけるイタリアの気候分類 (it) および度日は、zona E, 2382 GGである。
また、イタリアの地震リスク階級 (it) では、zona 2 (sismicità media) に分類される。

## 行政

### 分離集落
サン・クレメンテには、以下の分離集落（フラツィオーネ）がある。
- Agello, Casarola, Castelleale, Cevolabbate, Fornace, Montemorolli, Sant'Andrea in Casale